# 이원영 (바둑 기사)
이원영(李元榮, 1992년 5월 8일 ~ )은 대한민국의 바둑 기사이다.

## 약력
2009년 제121회 입단대회를 통해 입단하였고, 2013년 4단을 거쳐 2014년 6월에 5단으로 승단하였다. 2010년 제2회 비씨카드배 64강 본선과 2011년 제16회 LG배 본선 32강, 제7기 원익배 십단전 본선에 각각 진출하였다. 2012년 제4회 비씨카드배 본선 16강에 올랐으며, 2014년 제2회 백령배 본선32강과 2014년 제19기 박카스배 천원전 본선에 진출했다. 2015년 제2회 몽백합배 본선 64강에 올랐다. 2016년 6단과 7단을 거쳐 2018년 8단으로 승단했다. 2021년 9단에 올랐다.